# 宁浦郡
宁浦郡，中国古代的郡，属广州。辖境相当今广西壮族自治区横县地。
東漢建安二十三年（218年）時分鬱林、高涼及合浦三郡之地置郡，郡治平山縣（今橫縣東北，一說郡治寧浦縣，今橫縣南），領平山、昌平（今橫縣南）二縣。後廢郡，併入合浦郡。
孫吳永安三年（260年）以合浦郡平山縣置合浦北部都尉，都尉治平山縣（今廣西壯族自治區橫縣北），領平山、興道、昌平3縣。吳末時興道縣已廢，領平山、昌平2縣。
西晋太康七年（286年）改都尉置寧浦郡，領寧浦、連道、吳安、昌平、平山五縣。南齐移治安广县（今横县西北）。后复移治宁浦县。隋朝开皇九年（589年）废。唐朝天宝、至德时亦曾改横州为宁浦郡。